# Battaglia di Transilvania
La battaglia di Transilvania fu la prima grande operazione compiuta sul fronte rumeno durante la prima guerra mondiale. Lo scontro ebbe inizio il 27 agosto 1916, con un tentativo da parte dell'esercito rumeno di occupare la Transilvania ed, eventualmente, far uscire l'Austria-Ungheria dalla guerra. Nonostante i primi successi iniziali, l'offensiva fu fermata dopo che le forze del regno di Bulgaria attaccarono la Dobrugia. Dal 18 settembre, quando iniziò un contrattacco coordinato tra le forze tedesche ed austro-ungariche, l'esercito rumeno fu costretto ad una ritirata verso i Carpazi, operazione che fu conclusa verso la fine di novembre.

## Preludio
Prima della guerra, il regno di Romania era un alleato dell'Impero austro-ungarico. Quando la guerra scoppiò nel 1914, però, la Romania optò per la neutralità, affermando che era stata l'Austria-Ungheria ad iniziare la guerra: la Romania dunque non era obbligata a prendervi parte. Alla fine la Romania si schierò con le forze dell'Intesa, a condizione che gli Alleati riconoscessero l'autorità rumena sulla Transilvania: quella provincia dell'Impero austro-ungarico, a cui fu annessa nel XVII secolo, infatti, aveva una popolazione in larga maggioranza composta da Rumeni. Gli Alleati, firmando il Trattato di Bucarest, accettarono queste condizioni e così il 27 agosto il Regno di Romania dichiarò guerra all'Impero austro-ungarico.

## L'offensiva rumena (27 agosto - 15 settembre)
Nella notte del 27 agosto, tre armate rumene attraversarono i passi, praticamente indifesi, dei Carpazi incontrando solo una sporadica resistenza. Il piano rumeno (Ipotesi Z) stabiliva che si doveva effettuare una rapida avanzata verso il fiume Mureș. Le unità rumene, però, avanzarono lentamente, prendendo Brașov il 29 agosto, attraversando l'Olt il 4 settembre e raggiungendo i sobborghi di Hermannstadt (l'attuale Sibiu) verso la metà del mese. Inoltre arrivarono nel nord della Romania tre divisioni russe, che, però, soffrirono di carenze di approvvigionamento ed ebbero complessivamente poco effetto sullo svolgimento dei combattimenti. Il Regno di Bulgaria aveva però dichiarato guerra alla Romania e conquistò Turtucaia (l'attuale Tutrakan). Ciò, unito all'arrivo in Transilvania di rinforzi tedeschi ed austro-ungarici, portò l'Alto Comando rumeno a sospendere l'offensiva. Molte unità furono spostate dalla Transilvania alla Romania meridionale, mentre le truppe rimaste modificarono la loro strategia, mettendosi sulla difensiva. A partire da questo punto, la Campagna di Romania avrebbe preso una brutta piega per gli Alleati.

## La controffensiva degli Imperi centrali (18 settembre - 26 novembre)
Nel frattempo, Erich von Falkenhayn, che recentemente era stato rimosso dalla carica di capo di stato maggiore, assunse il comando della 9. Armee ed iniziò un contrattacco contro i Rumeni. Il 18 settembre, le forze tedesche attaccarono la 1ª Armata rumena nelle vicinanze di Hațeg, obbligandola a ritirarsi. Otto giorni dopo, il 26, l'Alpenkorps respinse un attacco rumeno a Sibiu, e il 4 ottobre, la 2ª Armata rumena fu sconfitta nei pressi di Brașov. La 4ª Armata rumena, sebbene non fosse molto pressata dal nemico, si ritirò verso le montagne. Al 25 ottobre, le truppe rumene erano state messe in rotta e si stavano ritirando verso le loro posizioni prebelliche. Per parecchie settimane, la 9. Armee tedesca intraprese alcuni piccoli attacchi per testare le difese rumene. Il 10 novembre von Falkenhayn lanciò l'attacco principale al passo di Vulcan, infliggendo perdite pesanti ai Romeni. Entro il 26 novembre, le difese rumene furono annientate e i soldati tedeschi entrarono in Valacchia, avvicinandosi sempre più alla capitale rumena, Bucarest.

## Conseguenze
La battaglia si concluse con un disastro per i Rumeni, che non riuscirono ad avantaggiarsi della loro superiorità numerica e della loro posizione strategica favorevole (la Transilvania era praticamente un rigonfiamento nelle linee Alleate, grosso e scarsamente difeso). Le forze di von Falkenhayn si posizionarono cosicché potessero attaccare Bucarest da nord; in unione con l'offensiva proveniente da sud del generale August von Mackensen, la Romania sudoccidentale era stretta in una manovra a tenaglia, e l'esercito rumeno si ritirò verso la Moldavia. Al 6 dicembre, i Rumeni avevano sofferto 250'000 perdite ed avevano perso i due terzi del loro territorio, inclusa la capitale.